# Хуслия (аэропорт)
Аэропорт Хуслия (англ. Huslia Airport), (ИАТА: HSL, ИКАО: PAHL, FAA LID: HLA) — государственный гражданский аэропорт, расположенный в 1,85 километрах к востоку от центрального делового района города Хуслия (Аляска), США.

## Операционная деятельность
Аэропорт Хуслия занимает площадь в 82 гектар, расположен на высоте 65 метров над уровнем моря и эксплуатирует одну взлётно-посадочную полосу:
- 3/21 размерами 1219 x 23 метров с гравийным покрытием.